# Braunsia bina
Braunsia bina är en isörtsväxtart som först beskrevs av Nicholas Edward Brown, och fick sitt nu gällande namn av Schwant. Braunsia bina ingår i släktet Braunsia och familjen isörtsväxter. Inga underarter finns listade i Catalogue of Life.